# Pugieu
Pugieu – miejscowość i dawna gmina we Francji, w regionie Owernia-Rodan-Alpy, w departamencie Ain. W 2013 roku liczba ludności wynosiła 170 mieszkańców. 
1 stycznia 2017 roku połączono dwie wcześniejsze gminy: Chazey-Bons oraz Pugieu. Siedzibą gminy została miejscowość Chazey-Bons, a nowa gmina przyjęła jej nazwę. 